# N-甲酰甲硫氨酸
N-甲酰甲硫氨酸（英語：N-Formylmethionine，简写为fMet）是一种存在于细菌及相关的真核生物细胞器中的蛋白氨基酸。它是氨基酸甲硫氨酸的衍生物，其中一个甲酸基被加到原甲硫氨酸的氨基上。他专门用于蛋白质合成的起始阶段，之后它可被移除。
N-甲酰甲硫氨酸在细菌、线粒体和叶绿体的蛋白质生物合成中起到至关重要的角色。但它并不用于真核生物胞质溶胶中的蛋白质生物合成，真核细胞的细胞溶质中只有核基因被翻译。它亦不被用于古菌中。在人体中，N-甲酰甲硫氨酸会被免疫系统识别为外源性物质并刺激机体对抗潜在感染。

## 在蛋白质合成中的功能
N-甲酰甲硫氨酸是原核生物蛋白质合成中的起始残基，因此它位于生长中多肽的N-端。N-甲酰甲硫氨酸被一种特殊的轉運RNA（tRNA.fMet）递交到核糖体（30S）-信使RNA复合体上，这种特殊的tRNA具有3'-UAC-5'反密码子可以结合到位于信使RNA上的5'-AUG-3'起始密码子上。
编码N-甲酰甲硫氨酸密码子与编码甲硫氨酸的密码子相同，都是AUG。然而，AUG也是轉譯的起始密码子。当这个密码子被用于起始阶段时，N-甲酰甲硫氨酸便代替甲硫氨酸，因此形成了新生多肽链的第一个氨基酸。当相同的密码子在接下来的信使RNA中出现时，核糖体便会使用正常的甲硫氨酸。许多有机体都会使用这一机制的变体形式。
将甲酰基接到甲硫氨酸的过程是由一种称为甲硫氨酰-tRNA甲酰转移酶的酶行使的。这一修饰过程在甲硫氨酰被氨酰tRNA合成酶接到tRNA.fMet上之后才发生。
请注意：甲硫氨酸既可被装载到tRNA.fMet上也可以被装载到tRNA.Met上。只有甲硫氨酸被加到tRNA.fMet而不是加到tRNA.Met上时，甲酰转移酶才会催化将甲酰基加到甲硫氨酸上。
这一甲硫氨酸会从大多数的蛋白质上被甲硫氨酸胺基肽酶（MAP）移除（发生在宿主和重组体中）。

## 与免疫的相关性
因为N-甲酰甲硫氨酸只存在于原核生物所合成的蛋白质中，而不存在于真核生物生产出的蛋白质中，故免疫系统可以用以帮助识别异己。多形核细胞可以与以N-甲酰甲硫氨酸开头的蛋白相结合，并用其启动吞噬作用功能。